# Curaçao en Onderhorigheden
Curaçao en Onderhorigheden is de tot 1936 gebruikte naam van wat nu Aruba, Bonaire, Curaçao, Sint Eustatius, Sint Maarten en Saba zijn.  Van 1634 tot 1828 verwees Curaçao en Onderhorigheden naar het Nederlandse deel van de Benedenwindse Eilanden, de ABC-eilanden. In deze periode waren de zes eilanden ingedeeld in twee bestuurseenheden: Curaçao en Onderhorigheden (Aruba en Bonaire) en Sint Eustatius en Onderhorigheden (Nederlands deel van Sint Maarten en Saba). Teneinde bestuurskosten te bezuinigen werden van 1828 tot 1845 Curaçao en Onderhorigheden en Sint Eustatius en Onderhorigheden samengevoegd met de kolonie Suriname. De bestuurseenheid werd weer ongedaan gemaakt omdat deze niet zo goed en voordelig werkte als verwacht. Met de toevoeging in 1845 van Saba, Sint Eustatius en Sint Maarten aan de kolonie Curaçao en Onderhorigheden werden alle zes eilanden voor het eerst verenigd tot één kolonie. Van 1936 tot 1948 heetten de zes eilanden Gebiedsdeel Curaçao, en van 1948 tot 1986 Nederlandse Antillen.
Na de val van Napoleon in 1815 kreeg Nederland de voormalige koloniën in het Caribisch gebied van Groot-Brittannië terug. Deze werden in het begin beschouwd als drie West-Indische koloniën: 
- Suriname
- Curaçao en onderhorigheden (Nederlandse deel van de Benedenwindse Eilanden)
- Sint Eustatius en onderhorigheden (Nederlandse deel van de Bovenwindse Eilanden)

Om de bestuurskosten te verlagen werd dit in 1828 teruggebracht tot één kolonie met een gouverneur-generaal in Paramaribo. In 1845 kwam men hier gedeeltelijk op terug omdat het besturen van de eilanden vanuit Suriname niet goed werkte. Vanaf dat jaar waren er weer twee West-Indische koloniën: 
- Suriname
- Curaçao en onderhorigheden (bestaande uit zowel de Bovenwindse als de Benedenwindse Eilanden)

Op muntstukken uit die tijd, bijvoorbeeld het kwartje van Kolonie Curaçao en Onderhorigheden uit 1901, staat boven het Nederlandse wapen Kolonie Curaçao.
Met de herziening van de Nederlandse grondwet in 1922 kwam de term 'kolonie' in die grondwet te vervallen. Pas op 23 april 1936 volgde de hiermee samenhangende herziening van wetten waarmee de staatsinrichting van Suriname en Curaçao werden aangepast (Stb. 902 en 903). Zo werd de Koloniale Raad van het gebiedsdeel Curaçao vervangen door de Staten van Curaçao net als in Suriname waar de Koloniale Staten vervangen werden door de Staten van Suriname. In beide gevallen bestond dit parlement uit vijftien leden van wie er tien werden gekozen en vijf door de gouverneur werden aangewezen. In dat jaar werd ook Curaçao en onderhorigheden omgedoopt tot het Gebiedsdeel Curaçao. In 1937 volgden de eerste verkiezingen waaraan vanwege het toen geldende census- en capaciteitskiesrecht voor mannen slechts ± 5 procent van de bevolking mocht meedoen.
In februari 1945 werd de naam van het ministerie van Koloniën gewijzigd in Ministerie van Overzeese Gebiedsdelen.
Door de herziening van de grondwet in 1948 werd de naam Gebiedsdeel Curaçao vervangen door Nederlandse Antillen waarna alle Statenleden door middel van algemene verkiezingen gekozen werden. Met het Statuut voor het Koninkrijk der Nederlanden uit 1954 werden de Nederlandse Antillen een land binnen het Koninkrijk der Nederlanden.